# Vinícius da Silva
Vinícius Joaquim da Silva (1999) è un lottatore brasiliano, specializzato nella lotta libera.

## Biografia
All'età di vent'anni ha vinto l'argento ai Campionati sudamericani nella lotta libera, categoria 70 kg.
Ai campionati panamericani di Acapulco 2022 ha ottenuto la medaglia d'argento continentale, vincendo il torneo di lotta libera 70 kg, preceduto sul podio dal canadese Emmanuel Olapade.

## Palmarès
| Anno | Manifestazione          | Sede     | Evento | Risultato | Note |
| ---- | ----------------------- | -------- | ------ | --------- | ---- |
| 2019 | Campionati sudamericani | Santiago | 70 kg  | Argento   |      |
| 2022 | Campionati panamericani | Acapulco | 70 kg  | Argento   |      |